# کلای پلاس
کلای پلاس (به انگلیسی: Kolai Pallas) یک منطقهٔ مسکونی و یک ناحیه در پاکستان است که در پشتونستان در خیبر پختونخوا واقع شده‌است.
این ناحیه از ناحیه کوهستان زیرین جدا گردید.